# JARI USV
JARI-USV-A 大型無人艇は、中国船舶重工集団（CSIC）が、江蘇省自動化研究所（JARI）の第716研究所と中国船舶科学研究センター（CSRRC）の第702研究所と共同で開発中の大型無人水上艇である。オルカとも呼ばれる。JARIは、中国人民解放軍海軍や輸出顧客向けに設計されている。

## 概要
2019年8月21日、CSICはJARIを非公開の場所で進水させ、初期戦闘能力を達成したと発表した。
2024年11月12日、第15回中国国際航空航空宇宙展で初めて一般公開された。

## 設計
JARIは全長58メートル、全幅23メートル、排水量約500トン。航続距離は4000海里、最高速度は42ノット。船体はトリマラン構造である。
JARIにはフェーズドアレイレーダーが４面に取り付けられており、360度全方位を常に捜索することが可能である。その他武装類は、内部に格納されていると推測されるため現在は不明である。ただ、AESAレーダーと垂直発射システム（VLS）を搭載しているとされ、様々なミサイルが搭載でき、対艦対空対潜能力を備える。後部甲板にはヘリコプター甲板もある。無人艇と言う事もあり、沿岸警備や有人艦に随伴し、前方哨戒艇としての運用を想定しているとされる。
後部甲板には、無人ヘリコプターが離着艦可能なヘリポートが設置されている。本艦が比較的小型なため、有人機の運用の可否は不明である。

JARIは、多目的の大型無人水上艇と説明されている。また、モジュール設計を採用しており、構成を切り替えて、防空、対艦、対潜任務など駆逐艦の任務を、はるかに小規模で実行可能とされている。JARIは、陸上または近くの母艦から遠隔操作できるが、人工知能を介して自律的に操作することもできる。航空母艦または強襲揚陸艦から展開され、中国の空母打撃群に偵察および火力を提供することが想定されている。